# Cyrtopogon beameri
Cyrtopogon beameri là một loài ruồi trong họ Asilidae. Cyrtopogon beameri được Wilcox & Martin miêu tả năm 1936. Loài này phân bố ở vùng Tân Bắc giới.